# D12
D12 (acrónimo en inglés derivado de Detroit), también conocido como The Dirty Dozen y D-Twizzy, es un grupo de hip hop originario de Detroit, Míchigan. Con sus álbumes Devil's Night en 2001 y D12 World en 2004 alcanzó el puesto más alto en la lista de álbumes de Estados Unidos, Reino Unido y Australia. D12 fue formado en 1990, pero solo alcanzaron el éxito en el mundo del rap cuando Eminem, líder del grupo, alcanzó la fama internacional a principios de siglo, aunque D12 tuviera éxito en el terreno underground unos años atrás.

## Inicios
Proof formó D12 como un colectivo de rap de MC's de Detroit, entre los que se incluían a Bizarre, Bugz, Eye-Kyu, Killa Hawk y Fuzz Scoota, con ayuda de los productores de la banda: Dirty Ratt y DJ Head. Varios miembros comenzaron a hacerse un nombre en el hip hop a finales de los años 90: Bizarre ganó el premio Inner City Entertainment's Flava of the Year, sacaría un álbum llamado Attack Of The Weirdos y se convertiría en un miembro de Outsidaz con Eminem y Rah Digga. Proof ganó una competición de freestyle de la revista The Source en 1998.
Entre 1996 hasta 1997, el grupo grabaría su EP debut: The Underground EP, el cual incluye apariciones de otros raperos amigos de la banda como: Eminem, Mr. Porter, Kuniva y entre otros... Aún que al final se acabo lanzando años más tarde en el año 2000.
Después de que D12 tuviese algo de éxito en el entorno underground, miembros como Eye Kyu, Killa Hawk y Fuzz Scoota poco a poco se salieron del grupo por diversas razones, dejándolo con solo cuatro raperos oficiales: Proof, Bugz y Bizarre. Proof empezó a buscar otros raperos locales, el primero en entrar fue los miembros del dúo Da Brigade (siendo Mr. Porter y Kuniva), después fue Charging Soldier el cual poco tiempo después sería expulsado de la banda por diferencias creativas y por último se uniría el mejor amigo de Proof: Eminem como reemplazo de Charging Soldier. Después de que el grupo contase ya con seis miembros estables, estos decidieron hacer un pacto que en el caso de que alguien consiguiese un contrato con una buena discográfica tendría que ir a apoyar al resto para seguir con la labor de grupo en mejores condiciones.

## El camino a la fama
El primer miembro del grupo en alcanzar el éxito en solitario fue Eminem. Firmó rápidamente con Aftermath/Interscope Records después de atraer la atención del famoso productor de rap Dr. Dre y del presidente ejecutivo (CEO) de Interscope Jimmy Iovine, con su EP independiente "Slim Shady EP". Eminem no olvidó el pacto, pues Dr. Dre le aconsejó que se estableciera primero como artista en solitario y después fuera por sus amigos. 
En 1999 publicó su álbum de debut "The Slim Shady LP" que le llevó a lo más alto, cuando "The Slim Shady LP" salió a la venta, rápidamente se vendieron más de cuatro millones de copias en Estados Unidos. Después de seguir el consejo de Dr. Dre, creyó que ya era hora de cumplir el pacto, por lo que cuando creó Shady Records (bajo la firma Interscope), los primeros en ser firmados fueron D12.

## Muerte de Bugz
Después de que el grupo firmase para Shady Records, estos se fueron de gira con Eminem. Después de un show en Detroit, Bugz, miembro de D12, fue asesinado. Al parecer hubo una discusión entre Bugz y otro hombre a causa de una guerra de pistolas de agua, el hombre sacó un arma de fuego y le disparó tres veces, después le atropelló cuando huía de la escena. 
Una de las últimas cosas que Bugz le pidió a Proof fue que Swift entrará en el grupo. Swift, que era gran amigo de los componentes del grupo, no pudo entrar antes porque ya eran seis. Después de la muerte de Bugz, los miembros de D12 no tuvieron problemas en que Swift tomara la plaza dejada por el fallecido.
En memoria de Bugz el grupo grabó la canción "Good Die Young" de su segundo álbum "D12 World". El disco también incluye una canción llamada "Bugz '97", que fue grabada, como indica el título, en 1997 por Bugz. El grupo fue forzado a grabar su primer LP "Devil's Night" sin Bugz, aunque este fue dedicado a él.

## Muerte de Proof

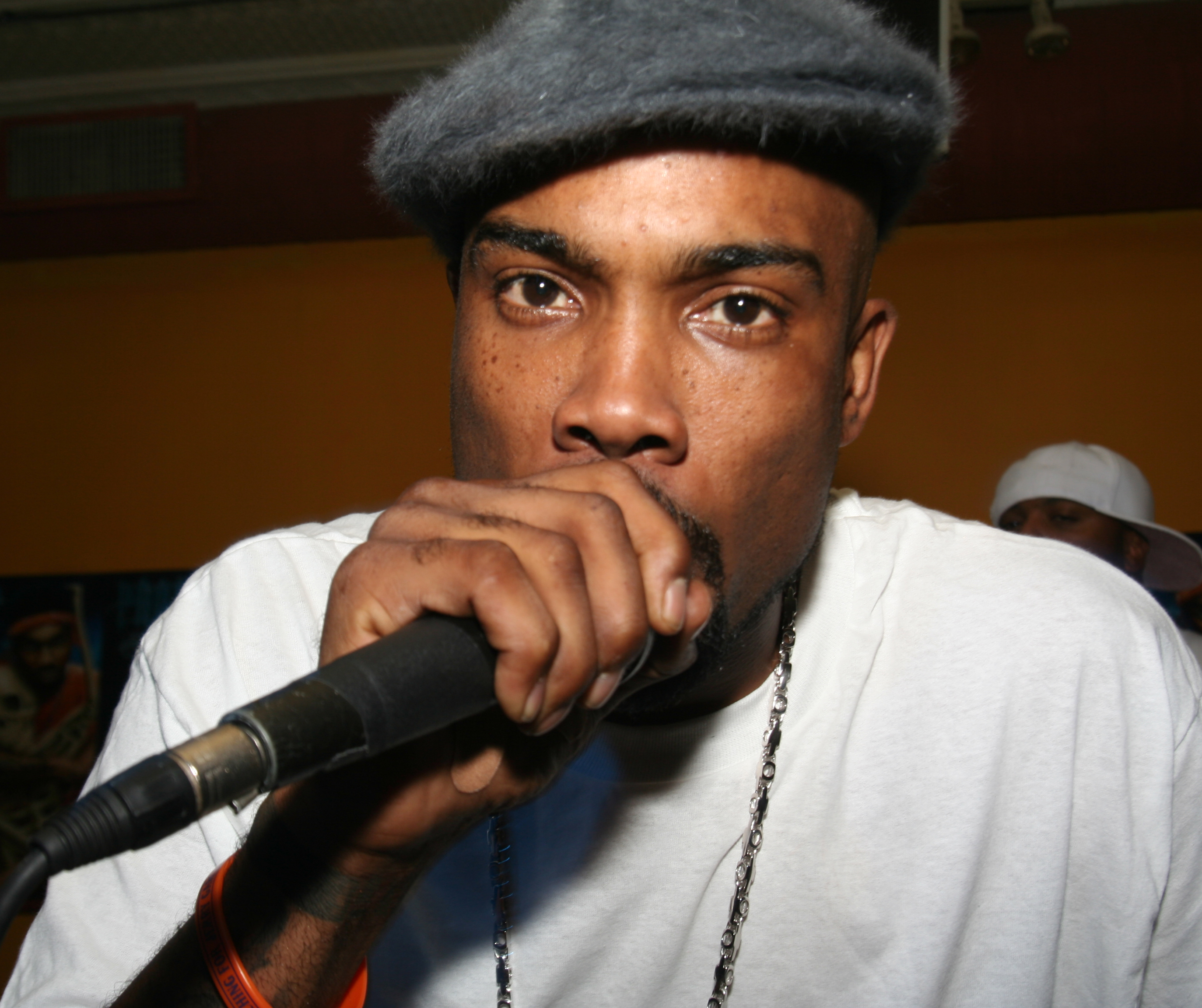
Proof en agosto de 2005.

Deshaun Holton, más conocido como Proof, fue asesinado el 11 de abril de 2006 a primera hora del martes en el club nocturno CCC, situado en Eight Mile Road (Detroit), como resultado de un balazo en la cabeza. El tiroteo que acabó con su vida fue iniciado, según la policía, por el propio fallecido, con lo que todavía no están esclarecidos los hechos ni los responsables que hayan podido sobrevivir. Eminem, su mejor amigo, se tatuó su nombre en el brazo contrario, en el mismo sitio donde lo tenía él.
Con el lanzamiento de Recovery (2010), Eminem le dedicó una canción llamada "You're Never Over". También lo menciona en varias canciones como son; "Elevator", "Difficult" y "Deja Vu" en la cual explica el motivo por el que entró al mundo de las drogas.

## El éxito
El grupo ha lanzado 2 álbumes "Devil's Night" y "D12 World". Los dos álbumes han estado en los números uno de diferentes países, destacando en Estados Unidos. En los dos álbumes destacan los sencillos "Purple Pills", "Fight Music", "My Band", "How Come" y "I Shit On You".
El éxito masivo de Eminem hizo que en el segundo álbum este no fuese de gira con D12, ya que estuvo ocupado grabando su disco "Encore". Además del éxito en solitario de Eminem, otros miembros como Bizarre y Proof también lanzaron sus discos en solitario: "Hannicap Circus" y "Searching for Jerry Garcia" en 2005.

## Decaída del grupo
El 21 de mayo de 2008 sacaron un mixtape, "Return of the Dozen Vol. 1", que tenía una inmensa cantidad de colaboraciones de raperos locales de Detroit; en el disco no aparece Eminem quien estaba en rehabilitación.
El 12 de abril sacaron el segundo mixtape, "Return of the Dozen Vol. 2", en él, Eminem solo aparece en un tracklist, titulado "Fame" este mixtape no tuvo éxito al igual que el anterior.

## Bizarre deja D12
La noticia la dio el mismo Bizarre por su cuenta de Twitter:
"Ya no estoy en D12. Es solo por conflictos y diferencias artísticas. Bueno, por eso he decidido seguir mi propio camino. La decisión es personal, porque creo que crecí como artista y es el momento de expandir mi marca"
Bizarre ha confirmado en una entrevista a la web Hip-Hop DX que ya no es miembro de D12, debido a las diferencias creativas ha decidido seguir por su camino.
Pero a pesar de aquello, en 2014, D12 hizo una canción llamada "Bane" para el disco de compilación "ShadyXV" de los artistas de Shady Records en la cual Bizarre también rapea.

## Discografía
Álbumes 
- 2001 - Devil's Night
- 2004 - D12 World

 Mixtapes 
- 2003 - Limited Edition Mixtape
- 2008 - Return of the Dozen Vol.1
- 2010 - Return of the Dozen Vol.2
- 2015 - The Devil's Night Mixtape

 EPs 
- 2000 - The Underground EP

 Sencillos 
- 2000 – Shit on You
- 2001 – Freestyle
- 2001 – Blow My Buzz
- 2001 – Pistol Pistol
- 2001 – Purple Pills / That's How...
- 2001 – Fight Music
- 2003 – U R The One
- 2004 – My Band / BNU
- 2004 – How Come / American Psycho II
- 2004 – Git up
- 2004 – 40 Oz.
- 2009 – Fugh University
- 2011 – I Made It

## Colaboraciones
- 2000 - "Under the Influence" de The Marshall Mathers LP.
- 2000 - "Get Back" del álbum The Piece Maker de Tony Touch.
- 2001 - "These Drugs" del Bones soundtrack.
- 2001 - "911" de la película Bad Company de Gorillaz.
- 2002 - "When The Music Stops" de The Eminem Show.
- 2002 - "Rap Game" featuring 50 Cent del 8 Mile soundtrack.
- 2002 - "She Devil" con Tech N9ne de Absolute Power.
- 2003 - "Outro" from the album Cheers by Obie Trice.
- 2004 - "Census Bureau" del álbum The Streetsweeper Vol. 2 - The Pain From The Game de DJ Kay Slay.
- 2004 - "Yzark" del álbum I Miss The Hip Hop Shop de Proof. * 2004 - "One Shot 2 Shot" del álbum de Eminem Encore.
- 2004 - "Líes And Rumors" de la película Shark Tale.
- 2004 - "Barbershop" de la película Barbershop 2 (Back In Business).
- 2005 - "Nuthin' At All" del álbum Hannicap Circus de Bizarre.
- 2005 - "Pimplikeness" del álbum Searching for Jerry Garcia de Proof.
- 2005 - "My Ballz" de The Longest Yard soundtrack.
- 2006 - "Off To Tijuana" del álbum Bulletproof de Hush. * 2010 - "Air Strike (Pop Killer)" del álbum Melatonin Magik de Canibus.
- 2012 - "Air Strike (Pop Killer) 2" del álbum Orca (Deluxe Edition) de C-Bo.
- 2013 - "The Underworld" del álbum The Underworld de Reel Wolf
- 2020 - "Dangerous" del álbum Killing Spree (Deluxe Edition) de OGD.

## Miembros
- Bizarre (1996-2006, 2008-2012, 2014-2018)
- Mr. Porter (1997-2006, 2008-2012, 2014-2018)
- Kuniva (1997-2006, 2008-2018)
- Swifty McVay (1999-2006, 2008-2018)
- Eminem (1999-2006, 2008-2018)

### Miembros anteriores
- Eye-Kyu (1996-1997)
- Killa Hawk (1996-1998)
- Charging Soldier (1998-1999)
- Proof (1996-2006; fallecido)
- Bugz (1996-1999; fallecido)
- Fuzz Scoota (1996-1997, 2011-2012)